# Erasmus+

Logo programu Erasmus+

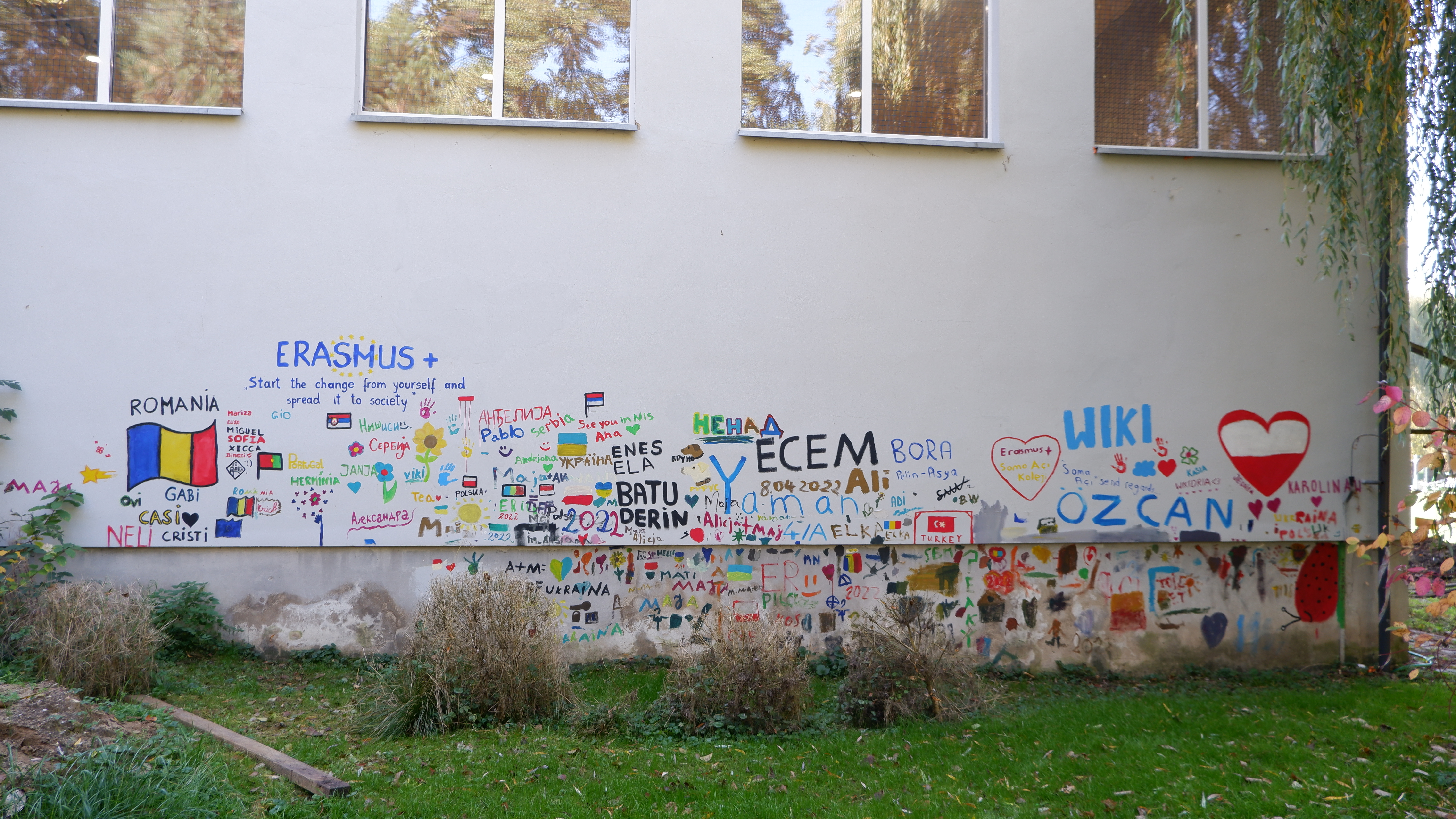
Graffiti upamiętniające udział w programie Erasmus na budynku szkoły w Pilszczu

Erasmus+ – program Komisji Europejskiej na rzecz edukacji, szkoleń, młodzieży i sportu, wprowadzony pierwszy raz na okres 2014–2020, obecnie na lata 2021–2027. Jest wynikiem połączenia następujących europejskich inicjatyw realizowanych przez Komisję Europejską w latach 2007–2013: Lifelong Learning Programme, programu Młodzież w działaniu, Erasmus Mundus, Tempus, Alfa, Edulink, oraz programów współpracy z krajami uprzemysłowionymi w dziedzinie szkolnictwa wyższego. Całkowity budżet programu w okresie 2014-2020 wynosił 14,7 miliarda euro. Rolę Narodowej Agencji programu Erasmus+ w Polsce pełni Fundacja Rozwoju Systemu Edukacji.
Obecna edycja programu jest głównym elementem wspierającym osiąganie celów europejskiego obszaru edukacji, Planu działania w dziedzinie edukacji cyfrowej na lata 2021–2027, strategii UE na rzecz młodzieży oraz planu prac UE w dziedzinie sportu (2021–2024).
Struktura programu Erasmus+:
- Mobilność edukacyjna (Akcja 1.)[1]:
  - mobilność kadry edukacji szkolnej,
  - mobilność młodzieży,
  - mobilność osób pracujących z młodzieżą,
  - mobilność uczniów kształcenia i szkoleń zawodowych,
  - mobilność kadry kształcenia i szkoleń zawodowych,
  - mobilność studentów i pracowników uczelni,
  - wspólne studia magisterskie Erasmus Mundus,
  - pożyczki dla studentów odbywających studia magisterskie za granicą,
  - mobilność kadry edukacji dorosłych,
  - wydarzenia na dużą skalę w ramach wolontariatu europejskiego;
- Współpraca organizacji i instytucji (Akcja 2.):
  - budowanie potencjału w szkolnictwie wyższym (wcześniej program Tempus)
  - Partnerstwa współpracy (Akcja 220)
  - Partnerstwa na małą skalę (Akcja 210)
- Wsparcie rozwoju polityki i współpracy (Akcja 3.),
  - program Jean Monnet,
  - Europejska młodzież razem.

Krajami w pełni uczestniczącymi w programie są:
- 27 państw członkowskich Unii Europejskiej,
- państwa Europejskiego Stowarzyszenia Wolnego Handlu będący członkami Europejskiego Obszaru Gospodarczego: Islandia, Liechtenstein, Norwegia[1],
- oraz kraje przystępujące, kraje kandydujące i potencjalne kraje kandydujące: Republika Macedonii Północnej, Republika Turcji i Republika Serbii[2].

Państwa niestowarzyszone z Programem Erasmus+ mogą uczestniczyć w określonych akcjach, zależnie od szczegółowych kryteriów lub warunków przewidzianych w Przewodniku